# 许廷星
许廷星（1913年—1997年），男，四川乐山人，中国经济学家、财政学家，曾任四川财经学院教授、财经系主任。